# KinKi Single Selection II
『KinKi Single Selection II』（キンキ・シングル・セレクション・ツー）は、KinKi Kidsの2枚目のベスト・アルバム。2004年12月22日発売。発売元はジャニーズ・エンタテイメント。

## 概要
2000年に発売されたベスト・アルバム『KinKi Single Selection』から約4年半、本作収録の『夏の王様/もう君以外愛せない』発売以降のシングルA面曲を中心に収録した、ベスト・アルバム第2弾である。
初回盤はシングル『Anniversary』とセットとなったスリーブケース付き。通常盤はジャケット違い、歌詞カードブックレットのページ数の違いがある。収録内容は同一である。同発シングル『Anniversary』は本作に収録されず、次作の『H album -H・A・N・D-』に収録されている。
前作『KinKi Single Selection』は発売直後に、2人のボーカルパートを抜いただけのカラオケアルバム『KinKi KaraoKe Single Selection』が発売されたが、本作発売後に同様のカラオケアルバムの発売はされていない。

## チャート成績
2005年1月3日付のオリコン週間ランキングで初週35.6万枚を売り上げて、初登場1位を獲得した。また、本作と同日発売されたシングル『Anniversary』も同日付で首位獲得し、シングルとアルバムによる初登場同時首位獲得は史上7度目であり、KinKi Kidsとしてはデビューシングル『硝子の少年』とアルバム『A album』で記録して以来7年5ヵ月ぶりであり、浜崎あゆみに並ぶ史上最多、2度目の達成となった。

## 収録曲
※収録曲の解説は各シングルのページを参照、★はアルバム初収録、★★はシングルバージョンアルバム初収録曲。
| #         | タイトル                          | 作詞         | 作曲                                                           | 編曲                                                                                        | 時間  |
| --------- | --------------------------------- | ------------ | -------------------------------------------------------------- | ------------------------------------------------------------------------------------------- | ----- |
| 1.        | 「夏の王様」                      | 康珍化       | 羽田一郎                                                       | 船山基紀                                                                                    | 4:48  |
| 2.        | 「もう君以外愛せない」            | 周水 (canna) | 周水                                                           | 重実徹                                                                                      | 4:58  |
| 3.        | 「ボクの背中には羽根がある★★」    | 松本隆       | 織田哲郎                                                       | 家原正樹                                                                                    | 4:15  |
| 4.        | 「情熱」                          | Satomi       | Boris Durdevic                                                 | 松本良喜                                                                                    | 4:46  |
| 5.        | 「Hey! みんな元気かい?」          | YO-KING      | YO-KING                                                        | F.L.P                                                                                       | 4:48  |
| 6.        | 「愛のかたまり★★」                | 堂本剛       | 堂本光一                                                       | 吉田建                                                                                      | 4:46  |
| 7.        | 「カナシミ ブルー★★」             | 堂島孝平     | 堂島孝平                                                       | CHOKKAKU                                                                                    | 5:10  |
| 8.        | 「solitude 〜真実のサヨナラ〜★★」 | K.Dino       | K.Dino                                                         | ha-j                                                                                        | 5:32  |
| 9.        | 「永遠のBLOODS★★」                | 浅田信一     | 堂島孝平                                                       | ha-j / ストリングスアレンジ: 村山達哉                                                       | 5:03  |
| 10.       | 「心に夢を君には愛を」            | Satomi       | 松本良喜                                                       | 松本良喜 / ブラスアレンジ: 下神竜哉                                                         | 5:23  |
| 11.       | 「ギラ☆ギラ★」                    | Satomi       | 本間昭光                                                       | 本間昭光                                                                                    | 4:14  |
| 12.       | 「薄荷キャンディー」              | 松本隆       | Fredrik Hult、Ola Larsson、Öystein Grindheim、Henning Harturng | Fredrik Hult、Ola Larsson、Öystein Grindheim、Henning Harturng / コーラスアレンジ：三谷泰弘 | 4:37  |
| 13.       | 「ね、がんばるよ。★」             | 吉田美和     | 吉田美和、中村正人                                             | Ike Nelson、中村正人 / ブラスアレンジ: 下神竜哉 / ストリングスアレンジ: 斎藤ネコ            | 4:23  |
| 合計時間: | 合計時間:                         | 合計時間:    | 合計時間:                                                      | 合計時間:                                                                                   | 62:43 |

### 楽曲解説
1. 夏の王様
10thシングルの1曲目。
2. もう君以外愛せない
10thシングルの2曲目。
3. ボクの背中には羽根がある
11thシングル。
4. 情熱
12thシングル。
5. Hey! みんな元気かい?
13thシングル。
6. 愛のかたまり
13thシングルのカップリング。
7. カナシミ ブルー
14thシングル。
8. solitude 〜真実のサヨナラ〜
15thシングル。
9. 永遠のBLOODS
16thシングル。
10. 心に夢を君には愛を
17thシングルの1曲目。
11. ギラ☆ギラ
17thシングルの2曲目。
12. 薄荷キャンディー
18thシングル。
13. ね、がんばるよ。
19thシングル。

出版者　1：日音、2：日本テレビ音楽株式会社&ブライト・ノート・ミュージック、4：CRNO BIJELI SVIJET&メディアプルポ（サブ出版者：ブライト・ノート・ミュージック&メディアプルポ）、5：日音&ブライト・ノート・ミュージック、8：日本テレビ音楽株式会社、12：ブライト・ノート・ミュージック、REACTIVE SONGS INT L AB (1ST) 301、REACTIVE SONGS INT L AB (HULT) 301&REACTIVE SONGS INT L AB (W) 301（サブ出版者：ジャニーズ出版&日音）、13：ブライト・ノート・ミュージック&エウロパミュージックパブリッシャーズ、その他全曲：ブライト・ノート・ミュージック